# Aulagromyza lonicerae
Aulagromyza lonicerae är en tvåvingeart som beskrevs av Robineau-desvoidy 1851. Aulagromyza lonicerae ingår i släktet Aulagromyza och familjen minerarflugor.
Artens utbredningsområde är Kalifornien. Inga underarter finns listade i Catalogue of Life.